# Szongthan állomás
Szongthan (Songtan) állomás a szöuli metró 1-es vonalának állomása Kjonggi (Gyeonggi) tartomány Phjongthek (Pyeongtaek) városában. Az állomás közel található az amerikai oszani (osani) légitámaszponthoz.

## Viszonylatok
| 1-es vonal                              | 1-es vonal                              | 1-es vonal                                           |
| --------------------------------------- | --------------------------------------- | ---------------------------------------------------- |
| Csinü (Jinwi) Szojoszan (Soyosan ) felé | Kjongbu (Gyeongbu) szakasz személyvonat | Szodzsong-ri (Seojeong-ri) Sincshang (Sinchang) felé |
| Korail                                  |                                         |                                                      |
| Csinü (Jinwi) Szöul felé                | Kjongbu (Gyeongbu) vonal                | Szodzsong-ri (Seojeong-ri) Puszan (Busan) felé       |